# بخش تسلینی، استان کورگان
بخش تسلینی (به لاتین: Tselinny District) یک منطقهٔ مسکونی در روسیه است که در استان کورگان واقع شده‌است.